# Huỳnh Minh Tuấn
Huỳnh Minh Tuấn (sinh ngày 10 tháng 10 năm 1980) là một chính trị gia người Việt Nam. Ông hiện là Ủy viên Ban Chấp hành Đảng bộ tỉnh, Phó Chủ tịch UBND tỉnh Đồng Tháp, Đại biểu Quốc hội Việt Nam khoá XV thuộc Đoàn ĐBQH Tỉnh Đồng Tháp, Ủy viên Ủy ban Khoa học, Công nghệ và Môi trường của Quốc hội.

## Xuất thân
Huỳnh Minh Tuấn sinh ngày 10 tháng 10 năm 1980 quê quán ở xã Tân Bình, huyện Mỏ Cày, tỉnh Bến Tre.
Ông là con trai của ông Huỳnh Minh Đoàn - nguyên Bí thư Tỉnh ủy Đồng Tháp nhiệm kỳ 2005-2010.

## Giáo dục
- Giáo dục phổ thông: 12/12
- Cử nhân Kinh tế Nông nghiệp và Phát triển nông thôn
- Thạc sĩ Kinh tế Nông nghiệp
- Tiến sĩ Kinh tế chuyên ngành Quản lý kinh tế
- Cao cấp lí luận chính trị

## Sự nghiệp
Tóm tắt quá trình công tác:
- 12/2003 - 08/2009: Cán bộ, Tổ Trưởng phòng Tổ chức Cán bộ Trường Đại học Đồng Tháp
- 08/2009 - 10/2009: Phó Trưởng phòng Tổ chức Cán bộ Trường Đại học Đồng Tháp
- 11/2009 - 01/2013: Chuyên viên, Phó Trưởng phòng Tổng hợp Văn phòng Tỉnh uỷ
- 01/2013 - 05/2014: Thị ủy viên, Phó Chủ tịch Ủy ban nhân dân thị xã Hồng Ngự
- 05/2014 - 09/2015: Ủy viên Ban Thường vụ Thị ủy, Phó Chủ tịch Ủy ban nhân dân thị xã Hồng Ngự
- 09/2015 - 10/2015: Phó Giám đốc Sở Khoa học và Công nghệ
- 10/2015 - 12/2015: Tỉnh uỷ viên, Phó Giám đốc Sở Khoa học và Công nghệ
- 01/2016 - 15/7/2020: Tỉnh uỷ viên, Giám đốc Sở Khoa học và Công nghệ
- 15/7/2020 - 07/12/2020: Tỉnh ủy viên, Bí thư Thị ủy Hồng Ngự.
- 08/12/2020 - nay: Ủy viên Ban Thường vụ tỉnh ủy, Phó Chủ tịch UBND tỉnh Đồng Tháp.
Các cột mốc sự nghiệp quan trọng:
Ông gia nhập Đảng Cộng sản Việt Nam vào ngày 26/7/2004.
Khi ứng cử đại biểu Quốc hội Việt Nam khóa XIV vào tháng 5 năm 2016 ông đang là Tỉnh ủy viên, Giám đốc
Sở Khoa học và công nghệ tỉnh Đồng Tháp, làm việc ở Sở Khoa học và công nghệ tỉnh Đồng Tháp.
Ông đã trúng cử đại biểu quốc hội năm 2016 ở đơn vị bầu cử số 1, tỉnh Đồng Tháp gồm có thị xã Hồng Ngự và các huyện: Tân Hồng, Hồng Ngự, Tam Nông, được 183.270 phiếu, đạt tỷ lệ 56,29% số phiếu hợp lệ.
Ông hiện là Tỉnh ủy viên, Phó Chủ tịch UBND tỉnh Đồng Tháp, Ủy viên Ủy ban Khoa học, Công nghệ và Môi trường của Quốc hội.
Ông đang làm việc ở Văn phòng UBND tỉnh Đồng Tháp.